# Carterville (Missouri)
Carterville és una població dels Estats Units a l'estat de Missouri. Segons el cens del 2000 tenia 1.850 habitants.

## Demografia
Segons el cens del 2000, Carterville tenia 1.850 habitants, 702 habitatges, i 499 famílies. La densitat de població era de 273,7 habitants per km².
Dels 702 habitatges en un 34,9% hi vivien nens de menys de 18 anys, en un 53,8% hi vivien parelles casades, en un 11,5% dones solteres, i en un 28,9% no eren unitats familiars. En el 24,6% dels habitatges hi vivien persones soles el 9,1% de les quals corresponia a persones de 65 anys o més que vivien soles. El nombre mitjà de persones vivint en cada habitatge era de 2,64 i el nombre mitjà de persones que vivien en cada família era de 3,13.
Per edats la població es repartia de la següent manera: un 28,7% tenia menys de 18 anys, un 8,9% entre 18 i 24, un 29,5% entre 25 i 44, un 22,7% de 45 a 60 i un 10,2% 65 anys o més.
L'edat mediana era de 34 anys. Per cada 100 dones de 18 o més anys hi havia 98 homes.
La renda mediana per habitatge era de 29.595 $ i la renda mediana per família de 34.539 $. Els homes tenien una renda mediana de 26.581 $ mentre que les dones 18.276 $. La renda per capita de la població era de 12.924 $. Entorn del 10,1% de les famílies i el 13,5% de la població estaven per davall del llindar de pobresa.

## Poblacions més properes
El següent diagrama mostra les poblacions més properes.